# Lipie (Lubaczów)
Pour les articles homonymes, voir Lipie.
Lipie est une localité polonaise de la gmina de Narol, située dans le powiat de Lubaczów en voïvodie des Basses-Carpates.